# Campionati del mondo di ciclismo su pista 2022 - Omnium femminile
La gara di omnium femminile ai Campionati del mondo di ciclismo su pista 2022 si è svolta il 14 ottobre 2022. Vi hanno partecipato 24 atlete da altrettante nazioni.

## Podio
| Pos.    | Atleta             | Nazione     |
| ------- | ------------------ | ----------- |
| Oro     | Jennifer Valente   | Stati Uniti |
| Argento | Maike van der Duin | Paesi Bassi |
| Bronzo  | Maria Martins      | Portogallo  |

## Risultati

### Scratch[3]
| Posizione | Atleta               | Nazione       | Giri persi | Punti della prova |
| --------- | -------------------- | ------------- | ---------- | ----------------- |
| 1         | Jennifer Valente     | Stati Uniti   | 0          | 40                |
| 2         | Clara Copponi        | Francia       | 0          | 38                |
| 3         | Maggie Coles-Lyster  | Canada        | 0          | 36                |
| 4         | Michaela Drummond    | Nuova Zelanda | 0          | 34                |
| 5         | Maike van der Duin   | Paesi Bassi   | 0          | 32                |
| 6         | Anita Stenberg       | Norvegia      | 0          | 30                |
| 7         | Yumi Kajihara        | Giappone      | 0          | 28                |
| 8         | Maria Martins        | Portogallo    | 0          | 26                |
| 9         | Amber Joseph         | Barbados      | 0          | 24                |
| 10        | Petra Ševčíková      | Rep. Ceca     | 0          | 22                |
| 11        | Olivija Baleišytė    | Lituania      | 0          | 20                |
| 12        | Elisa Balsamo        | Italia        | 0          | 18                |
| 13        | Lea Lin Teutenberg   | Germania      | 0          | 16                |
| 14        | Eukene Larrarte      | Spagna        | 0          | 14                |
| 15        | Alžbeta Bačíková     | Slovacchia    | 0          | 12                |
| 16        | Aline Seitz          | Svizzera      | 0          | 10                |
| 17        | Emily Kay            | Irlanda       | 0          | 8                 |
| 18        | Ebtissam Mohamed     | Egitto        | 0          | 6                 |
| 19        | Lotte Kopecky        | Belgio        | 0          | 4                 |
| 20        | Amalie Dideriksen    | Danimarca     | 0          | 2                 |
| 21        | Sophie Lewis         | Gran Bretagna | 0          | 1                 |
| 22        | Karolina Karasiewicz | Polonia       | 0          | 1                 |
| 23        | Victoria Velasco     | Messico       | 0          | 1                 |
| 24        | Verena Eberhardt     | Austria       | 0          | 1                 |

### Tempo race[4]
| Posizione | Atleta               | Nazione       | Punti giro | Punti sprint | Punti totali | Punti della prova |
| --------- | -------------------- | ------------- | ---------- | ------------ | ------------ | ----------------- |
| 1         | Maike van der Duin   | Paesi Bassi   | 20         | 3            | 23           | 40                |
| 2         | Anita Stenberg       | Norvegia      | 20         | 2            | 22           | 38                |
| 3         | Maria Martins        | Portogallo    | 20         | 2            | 22           | 36                |
| 4         | Emily Kay            | Irlanda       | 20         | 2            | 22           | 34                |
| 5         | Amalie Dideriksen    | Danimarca     | 20         | 2            | 22           | 32                |
| 6         | Jennifer Valente     | Stati Uniti   | 0          | 9            | 9            | 30                |
| 7         | Michaela Drummond    | Nuova Zelanda | 0          | 4            | 4            | 28                |
| 8         | Maggie Coles-Lyster  | Canada        | 0          | 1            | 1            | 26                |
| 9         | Clara Copponi        | Francia       | 0          | 1            | 1            | 24                |
| 10        | Lotte Kopecky        | Belgio        | 0          | 0            | 0            | 22                |
| 11        | Elisa Balsamo        | Italia        | 0          | 0            | 0            | 20                |
| 12        | Sophie Lewis         | Gran Bretagna | 0          | 0            | 0            | 18                |
| 13        | Verena Eberhardt     | Austria       | 0          | 0            | 0            | 16                |
| 14        | Lea Lin Teutenberg   | Germania      | 0          | 0            | 0            | 14                |
| 15        | Alžbeta Bačíková     | Slovacchia    | 0          | 0            | 0            | 12                |
| 16        | Ebtissam Mohamed     | Egitto        | 0          | 0            | 0            | 10                |
| 17        | Eukene Larrarte      | Spagna        | 0          | 0            | 0            | 8                 |
| 18        | Petra Ševčíková      | Rep. Ceca     | 0          | 0            | 0            | 6                 |
| 19        | Aline Seitz          | Svizzera      | 0          | 0            | 0            | 4                 |
| 20        | Yumi Kajihara        | Giappone      | 0          | 0            | 0            | 2                 |
| 21        | Karolina Karasiewicz | Polonia       | 0          | 0            | 0            | 1                 |
| 22        | Amber Joseph         | Barbados      | 0          | 0            | 0            | 1                 |
| 23        | Victoria Velasco     | Messico       | 0          | 0            | 0            | 1                 |
| 24        | Olivija Baleišytė    | Lituania      | -40        | 0            | -40          | 1                 |

### Eliminazione[5]
| Posizione | Atleta               | Nazione       | Punti della prova |
| --------- | -------------------- | ------------- | ----------------- |
| 1         | Jennifer Valente     | Stati Uniti   | 40                |
| 2         | Elisa Balsamo        | Italia        | 38                |
| 3         | Lotte Kopecky        | Belgio        | 36                |
| 4         | Maria Martins        | Portogallo    | 34                |
| 5         | Maggie Coles-Lyster  | Canada        | 32                |
| 6         | Maike van der Duin   | Paesi Bassi   | 30                |
| 7         | Anita Stenberg       | Norvegia      | 28                |
| 8         | Lea Lin Teutenberg   | Germania      | 26                |
| 9         | Amalie Dideriksen    | Danimarca     | 24                |
| 10        | Emily Kay            | Irlanda       | 22                |
| 11        | Clara Copponi        | Francia       | 20                |
| 12        | Michaela Drummond    | Nuova Zelanda | 18                |
| 13        | Petra Ševčíková      | Rep. Ceca     | 16                |
| 14        | Aline Seitz          | Svizzera      | 14                |
| 15        | Eukene Larrarte      | Spagna        | 12                |
| 16        | Verena Eberhardt     | Austria       | 10                |
| 17        | Ebtissam Mohamed     | Egitto        | 8                 |
| 18        | Sophie Lewis         | Gran Bretagna | 6                 |
| 19        | Yumi Kajihara        | Giappone      | 4                 |
| 20        | Karolina Karasiewicz | Polonia       | 2                 |
| 21        | Alžbeta Bačíková     | Slovacchia    | 1                 |
| 22        | Victoria Velasco     | Messico       | 1                 |
| 23        | Amber Joseph         | Barbados      | 1                 |
| 24        | Olivija Baleišytė    | Lituania      | 1                 |

### Corsa a punti e classifica generale[6]
I punti totali considerano anche i punti ottenuti negli eventi precedenti e fungono da classifica finale.
| Posizione | Atleta               | Nazione       | Punti giro | Punti sprint | Punti totali |
| --------- | -------------------- | ------------- | ---------- | ------------ | ------------ |
| 1         | Jennifer Valente     | Stati Uniti   | 0          | 8            | 118          |
| 2         | Maike van der Duin   | Paesi Bassi   | 0          | 7            | 109          |
| 3         | Maria Martins        | Portogallo    | 0          | 3            | 99           |
| 4         | Maggie Coles-Lyster  | Canada        | 0          | 3            | 97           |
| 5         | Anita Stenberg       | Norvegia      | 0          | 0            | 96           |
| 6         | Lotte Kopecky        | Belgio        | 20         | 11           | 93           |
| 7         | Michaela Drummond    | Nuova Zelanda | 0          | 9            | 89           |
| 8         | Clara Copponi        | Francia       | 0          | 5            | 87           |
| 9         | Amalie Dideriksen    | Danimarca     | 20         | 5            | 83           |
| 10        | Elisa Balsamo        | Italia        | 0          | 4            | 80           |
| 11        | Lea Lin Teutenberg   | Germania      | 20         | 4            | 80           |
| 12        | Emily Kay            | Irlanda       | 0          | 0            | 64           |
| 13        | Yumi Kajihara        | Giappone      | 20         | 10           | 64           |
| 14        | Aline Seitz          | Svizzera      | 20         | 3            | 51           |
| 15        | Petra Ševčíková      | Rep. Ceca     | 0          | 0            | 44           |
| 16        | Sophie Lewis         | Gran Bretagna | 0          | 3            | 38           |
| 17        | Eukene Larrarte      | Spagna        | 0          | 0            | 34           |
| 18        | Verena Eberhardt     | Austria       | 0          | 3            | 30           |
| 19        | Alžbeta Bačíková     | Slovacchia    | 0          | 0            | 25           |
| 20        | Ebtissam Mohamed     | Egitto        | 0          | 0            | 24           |
| 21        | Karolina Karasiewicz | Polonia       | 0          | 10           | 14           |
| 22        | Victoria Velasco     | Messico       | 0          | 1            | 4            |
| 23        | Amber Joseph         | Barbados      | -40        | 0            | -14          |
| -         | Olivija Baleišytė    | Lituania      | DNF        | DNF          | DNF          |